# Cité Soleil
Cité Soleil este o comună din arondismentul Port-au-Prince, departamentul Ouest, Haiti, cu o suprafață de 21,81 km2 și o populație de 241.055 locuitori (2009).